# 高村学人
高村学人（たかむら がくと、1973年3月10日）は、法社会学者。早稲田大学法学部教授。博士（法学）。専門は、基礎法学・社会学。

## 経歴
石川県金沢市生まれ。1991年金沢大学教育学部附属高等学校卒業。95年早稲田大学法学部卒業。97年同大学院法学研究科修士課程修了、98年博士課程中退、東京大学社会科学研究所助手、2001年東京都立大学法学部助教授。2007年立命館大学政策科学部准教授、2012年〜2025年 同学部教授。2025年より早稲田大学法学部教授。1999年7月～2000年9月および2003年8～2004年9月、エコール・ノルマル・シュペリウール・ドゥ・カシャン客員研究員。2008年「アソシアシオンへの自由 <共和国>の論理」で法学博士（早稲田大学）の学位を取得。また2014年6月から2016年3月までの間、日本財団国際フェローシップ第3期フェローとして、日米におけるプライベート・アーバン・ガバナンスの法社会学的調査研究をテーマにカリフォルニア大学バークレー校客員研究員を務めた。

## 受賞歴
- 2001年 日本法社会学会学会奨励賞（論文部門）
- 2008年 日本法社会学会学会奨励賞（著書部門）
- 2008年 渋沢・クローデル賞（ルイヴィトンジャパン特別賞）
- 2013年 『コモンズからの都市再生』で藤田賞受賞。
- 2016年 日本学術振興会賞。

## 著書
- 『アソシアシオンへの自由 ＜共和国＞の論理』勁草書房、2007年　ISBN 978-4326402410
- 『コモンズからの都市再生 地域共同管理と法の新たな役割』ミネルヴァ書房 2012
- 『入会林野と所有者不明土地問題』岩波書店 2024年（古積健三郎、山下詠子と共編著）

### 共編著
- 『地域共創と政策科学 立命館大学の取組』見上崇洋,森裕之,吉田友彦共編著 晃洋書房 2011

### 翻訳
- ジャック・コマイユ『家族の政治社会学 ヨーロッパの個人化と社会』丸山茂共訳 御茶の水書房 神奈川大学評論ブックレット  2002